# Lectorium Rosicrucianum

Emblem des Lectorium Rosicrucianum (seit 2014 mit Punkt)

Das Lectorium Rosicrucianum (LR), auch Schule des Goldenen Rosenkreuzes, ist eine 1945 oder 1946 in den Niederlanden gegründete internationale Neue Religiöse Bewegung. Das Gründungsjahr wird in den Schriften des LR hingegen mit 1915, 1924, 1925 und 1935 unterschiedlich angegeben. Historisch belegbar ist nur die Ablösung einer niederländischen Mitgliedergruppe von der Rosicrucian Fellowship 1935, die sich Rozekruisers Genootschap nannte. Das Hauptquartier des, gemäß dem Theologen Harald Lamprecht, streng hierarchisch und ohne demokratische Elemente organisierten LR befindet sich in Haarlem. Die Leitung der Organisation hat allein ein 13-köpfiges internationales Gremium inne. Das LR vertritt die ideologischen Standpunkte der Fellowship mit umgekehrten Vorzeichen und geriert sich seit 1954 als dualistische Neo-Katharer-Gruppe.
Für die Lehre des LR sind die Bücher Jan van Rijckenborghs grundlegend. Sie enthält Elemente aus den Tübinger Rosenkreuzerschriften, dem Manichäismus, aus der Weltanschauung der mittelalterlichen Katharer und antiken, urchristlichen und gnostischen Lehren. Während die Rosicrucian Fellowship auf Individualisierung und Selbsterlösung abzielt, erklärt das LR die Überwindung des Ich-Bewusstseins in kollektivistischer Ausrichtung zum zentralen religiösen Ziel, was durch eine reglementierte und weitgehend asketische Lebenspraxis angestrebt wird. Das LR versteht sich als „kämpfende Kirche auf Erden“, die für verstorbene Mitglieder ein zweites Arbeitsfeld in einem feinstofflichen Lebensgebiet (Vakuum von Shamballa) unterhalte, wo der Transfigurationsprozess abgeschlossen werden könne. Ab den 1960er Jahren wurden im LR apokalyptische Endzeiterwartungen proklamiert, nach denen es der gewöhnlichen Menschheit ab Dezember 2001 nicht mehr möglich sei, sich dem LR anzuschließen, was ab 1995 relativiert wurde.
Neben den drei deutschen Verwaltungen in Calw, Bad Münder und Birnbach gibt es je eine deutschsprachige Verwaltung in Österreich und in der Schweiz. Weltweit soll es etwa 12.000 Mitglieder geben, davon rund 2.000 Mitglieder in Deutschland, 600 in der Schweiz und 100 in Österreich (Stand 2013).

## Ursprünge
Das LR hat sich aus der niederländischen Studiengruppe der Rosicrucian Fellowship von Max Heindel in einem schrittweisen Ablösungsprozess entwickelt.

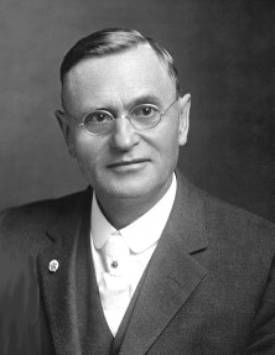
Carl Louis Frederik Grasshoff alias Max Heindel (1865–1919)

### Die Rosicrucian Fellowship
Rudolf Steiner, der spätere Begründer der Anthroposophie, leitete ca. zwischen 1905 und 1909 die innere Rosenkreuzergemeinschaft des Ordo Templi Orientis (O.T.O.). Gegen Steiners Willen veröffentlichte sein deutschamerikanischer Schüler Carl Grasshoff unter dem Pseudonym Max Heindel Ausschnitte der geheim gehaltenen Rosenkreuzerlehren und gründete 1909 die Rosicrucian Fellowship in den U.S.A. Vor dem Ersten Weltkrieg ging aus der niederländischen Theosophischen Vereinigung eine Studiengruppe der Rosicrucian Fellowship hervor, der sich 1924 die Brüder Wim und Jan Leene aus Haarlem anschlossen. In Amsterdam, Den Haag und Baarn entstanden weitere Zentren. Ab 1927 wurde die Monatszeitschrift „Het Rozekruis“ herausgegeben. Im Dezember 1929 musste die Begründerin und Leiterin des Amsterdamer Zentrums, Agatha van Warendorp, wegen einer Nierenbeckenentzündung ins Krankenhaus und die Leenes übernahmen die Vertretung. Nach ihrer Genesung verweigerten die Leenes die Rückgabe der Leitungsposition an Warendorp und das unterrichtete Hauptquartier der Rosicrucian Fellowship in Oceanside stimmte dem Führungswechsel zu. 1933 gaben die Leenes die von den Eltern übernommene Textilgroßhandlung aus Rentabilitätsgründen auf, um sich ganz der Fellowship-Arbeit widmen zu können. 1933 wurde die „Max Heindel-Stiftung“ gegründet, der die Leenes und der Leiter des Den Haager Zentrums vorsaßen, um die genutzten Immobilien erwerben zu können, darunter die Häuser in der Haarlemer Bakenessergracht, in der sich bis heute die Weltzentrale des LR befindet.

### Ablösung von der Rosicrucian Fellowship
Im Januar 1935 begann sich die Haarlemer Gruppe von der Fellowship-Zentrale mit Verweis auf die eigene Stiftung abzunabeln. In einem Anschreiben an die Fellowship-Mitglieder vom 27. März 1935 behauptete man schließlich fälschlich die neue Weltzentrale der Rosicrucian Fellowship zu sein:

„Die holländische Zentralstelle ist beauftragt, die international zerrüttete Fellowship vor dem Untergang zu retten. Für jeden Schüler und Prüfling gehört es sich, sich ohne Zögern uns anzuschließen für die vorzunehmende reinigende Arbeit, die durch den Auftrag an den holländischen Vorstand durch den Orden vom Rosenkreuz möglich geworden ist. Dadurch wird die Führung der esoterischen Arbeit vorläufig in den Niederlanden zentralisiert.“

Die Weltzentrale in Oceanside stellte sich diesen Okkupationsbemühungen energisch entgegen und teilte den niederländischen Mitgliedern mit:

„Wir wollen, daß alle Mitglieder wissen, daß das Zentrum Hedastraat 36 in Haarlem in seinen Handlungen ‚The Rosicrucian Fellowship‘ in Oceanside NICHT vertritt und das es auf eigene Faust handelt, wahrscheinlich um eine eigene Bewegung auf die Beine zu stellen.“

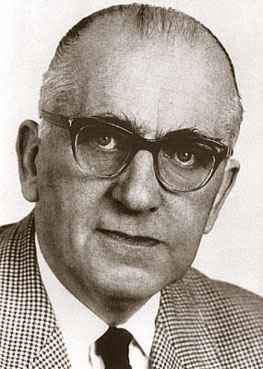
Jan Leene alias Jan van Rijckenborgh (1896–1968)

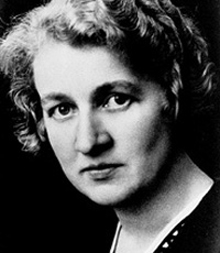
Henny Stok-Huizer alias Catharose de Petri (1902–1990)

Schließlich wurden die Leene-Brüder aus der Rosicrucian Fellowship ausgeschlossen und noch im November 1935 habe Frau Heindel moniert, dass der niederländische Zweig Geld für einen eigenen Tempel sammle und die Heindel-Bücher ohne Genehmigung nachdrucken (siehe: Raubdrucke) lasse. Jan Leene benannte später auch inhaltliche Gründe für die Ablösung: in der Rosenkreuzer-Bewegung, die man 1925 vorgefunden habe, sei der Name Rosenkreuz nur Fassade gewesen. Überall seien nur Yoga-Methoden angewandt worden, die er nicht gut hieß und die Bewegung sei von negativen Okkultisten geprägt gewesen, die er als sehr krank und nicht entwicklungsfähig bezeichnete. 1935 erfolgte die Anerkennung der Satzung durch die niederländische Regierung, was für die ehemalige Haarlemer Zweigstelle rechtliche Selbstständigkeit bedeutete. Nach der organisatorischen Trennung behielt das Haarlemer Zentrum aber den alten Namen „Het Rozekruisers Genootschap“ (Rosenkreuzer-Genossenschaft) bei. Trotzdem riet Frau Heindel ihren verbliebenen Mitgliedern diese Namensgebung juristisch nicht anzufechten. Die „Rozekruisers Genootschap“ nannte sich ab 1936 gleichzeitig „Orden der Manichäer“ und ab 1941 auch „Jakob Böhme-Gesellschaft“. 1938 verstarb Wim Leene. Sein Bruder Jan Leene entwickelte sich zur Führungsgestalt der Bewegung. Von 1940 bis 1945 sei die äußere Schule von der deutschen Besatzungsmacht verboten worden. In dieser Zeit verfasste Leene mehrere Werke unter den Pseudonymen Jan van Rijckenborgh und John Twine.

### Der Gral als Symbol der Katharer

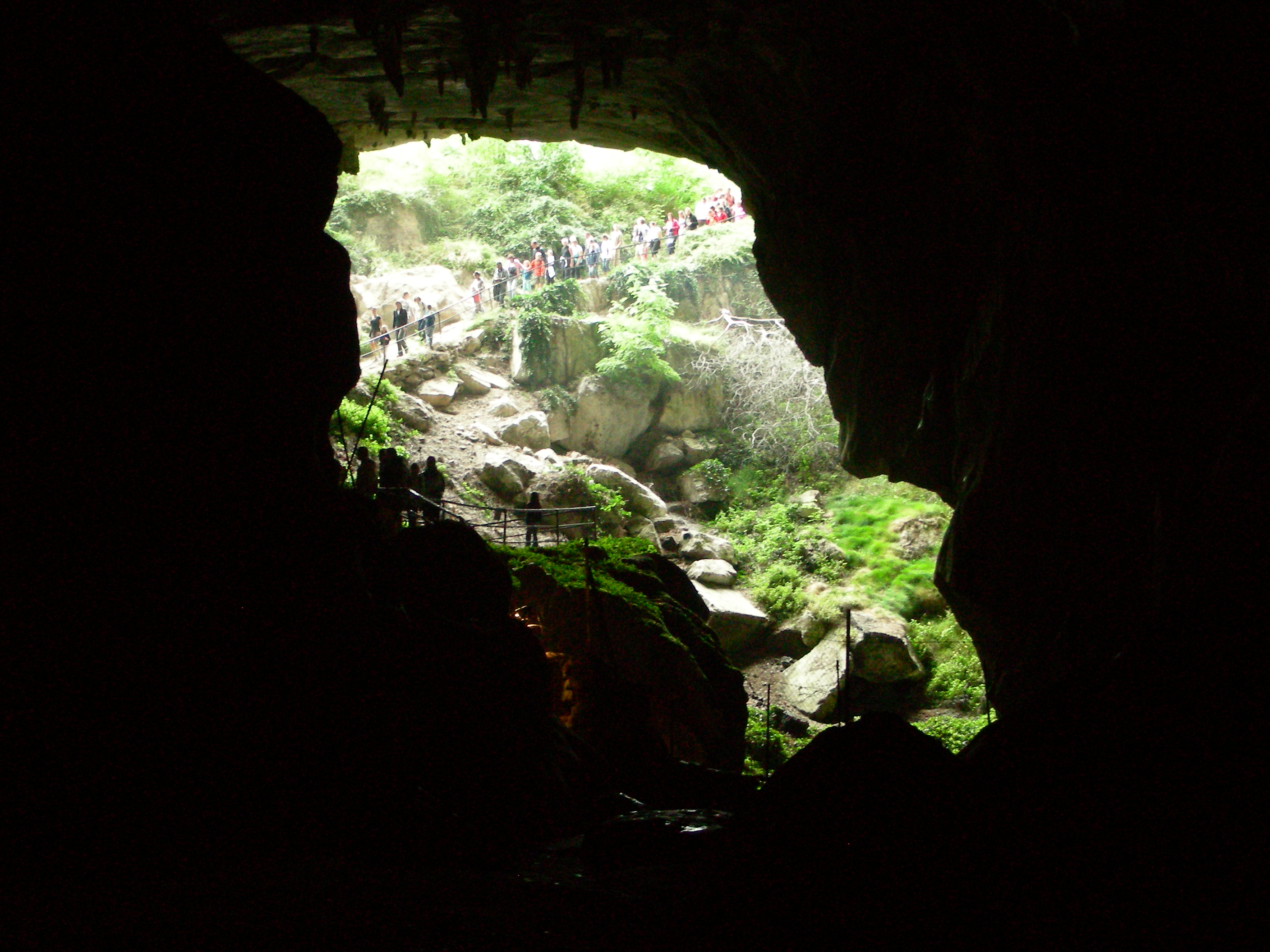
Eingang der Grotte Lombrives in Ornolac-Ussat-les-Bains, laut Gadal die Kathedrale der Katharer

In Frankreich verbreitete sich innerhalb der neokatharischen Bewegung von Antonin Gadal (1877–1962) und Déodat Roché (1877–1978) die Vorstellung, dass der Gral ein Symbol des katharischen Widerstandes gegen den Katholizismus war, eine Ansicht, die von der wissenschaftlichen Geschichtsschreibung nicht geteilt wird. Diese im Neo-Katharer-Milieu imaginierten Gral-Legenden inspirierten in den 1930er Jahren die mysteriösen Aktivitäten von Otto Rahn (1904–1939), einem SS-Offizier, der in Südfrankreich Feldforschung betrieb, um dem von den Katharern angeblich verborgenen Gral auf die Spur zu kommen, ebenso wie die esoterische Spiritualität Jan Leenes und dessen nachmaligem LR, dem sich Gadal nach dem Zweiten Weltkrieg anschloss. Durch diese Autoren wurde der Gral in den gegenwärtigen esoterischen Bewegungen in drei verschiedenen Fortschreibungen verankert: Einer christlichen, einer neo-heidnischen und einer gnostischen Variante.

Antonin Gadal (1871–1962)

Obwohl Gadal Schwierigkeiten hatte, andere davon zu überzeugen, glaubte er, dass die Katharer in den Höhlen in der Nähe seines Wohnortes Versammlungen abgehalten hatten, und engagierte sich dafür, dass sie für Touristen geöffnet wurden. Er rekonstruierte die katharische Religion auf seine Weise, stellte sich in seiner Phantasie Initiationszeremonien in den Höhlen vor, und kreierte daraus eine neue Religion, die er „Maneism“ nannte und deutlich vom Manichäismus unterschieden wissen wollte. Zudem betrachtete er die Katharer als die direkten Nachkommen eines französischen Zweiges des Gnostizismus. Zwischen den beiden Weltkriegen hatte Gadal von sich behauptet als Patriarch der „alten Katharer-Bruderschaft“ eingeweiht worden zu sein; daher sei er der Haupterbe (englisch: chief inheritor) der katharischen Tradition.

### Weitere Einflüsse
- Jan und Wim Leene standen in jungen Jahren unter dem Einfluss des damals bekannten Reformtheologen Arnold Hendrik de Hartog (1869–1938). Sie wurden auch durch den Schriftsteller Joseph Anton Schneiderfranken[11], den Werken Jakob Böhmes und den Lehren des Philosophen Eduard von Hartmann (1842–1906) beeinflusst.[12] Von Eduard von Hartmann wurde das nachmalige LR-Schlagwort „Transfiguration“ in die Esoterik eingeführt, um den Persönlichkeitswechsel durch Hypnose zu beschreiben.[13]
- Darüber hinaus bestehen Bezüge zur Theosophie von Helena Petrovna Blavatsky und zur Anthroposophie Rudolf Steiners. Die lange Zeit vom LR geleugnete Übernahme anthroposophischen Ideenguts wird heute nicht mehr bestritten.[14]

## Gründung und Entwicklung nach dem Zweiten Weltkrieg
1945 wurde die „Rozekruisers Genootschap“ unter ihrem heutigen Namen, Lectorium Rosicrucianum, neu organisiert, anderen Angaben zufolge 1946. Ab 1946 wurden für die Gruppe zwei Namen gebräuchlich: Lectorium Rosicrucianum und Schule des Goldenen Rosenkreuzes. In Deutschland ist das Lectorium Rosicrucianum seit Mai 1955 im Vereinsregister des Amtsgerichts Hannover als gemeinnütziger Verein eingetragen. Ostern 1956 fand die erste deutsche Konferenz mit zirka 120 Teilnehmern statt.
In den Schriften des LR werden unterschiedliche Daten als Gründungsjahre angegeben:
- 17. Dezember 1915 („Der kommende Neue Mensch“, Haarlem 1954, S. 173),
- 1924 („Die Gnosis in aktueller Offenbarung“, Haarlem 1956, S. 18),
- 1924, 1925 und 1935 („Elementare Philosophie des modernen Rosenkreuzes“, Haarlem 1955 u. 1970, S. 246/247, S. 252).[18][20][21][22][23][24]

Das in der offiziellen Geschichtsschreibung des LR rückdatierte Gründungsdatum 1924 findet sich heute in diversen religionswissenschaftlichen Werken.

### Die Errichtung der ersten Konferenzorte in den Niederlanden, Deutschland und Schweiz
- Am 27. November 1945 wurde in Laage Vursche bei Bilthoven ein Grundstück gekauft, auf dem der zentrale Konferenzort Renova gebaut wurde.[27]
- Am 30. März 1957 wurde der Grundstein des heutigen Haupttempels in Haarlem gelegt.
- Am 8. März 1958 wurde in Calw (Baden-Württemberg) der 1. deutsche Konferenzort eröffnet.
- Am 21. August 1965 wurde in Bad Münder bei Hannover der 2. deutsche Konferenzort fertiggestellt.
- Ausgehend von Schweizer Zentren in Basel, Zürich, Lausanne, Lenzburg und Thun wurde 1978 in Caux ein Schweizer Tagungszentrum eröffnet.
- Im Jahr 2000 wurde der dritte deutsche Konferenzort in Birnbach im Westerwald eröffnet.

Konferenzzentren in den Niederlanden und Deutschland
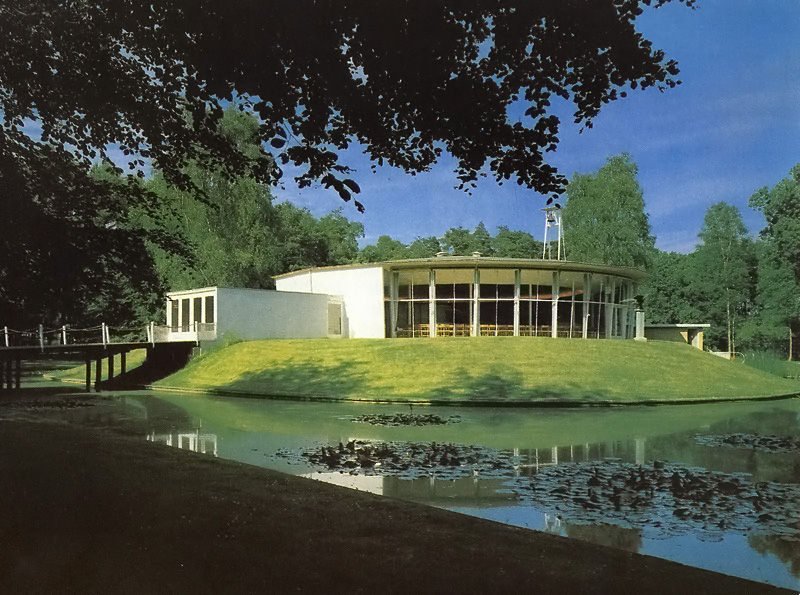
Renova Konferenzzentrum in Bilthoven, Niederlande
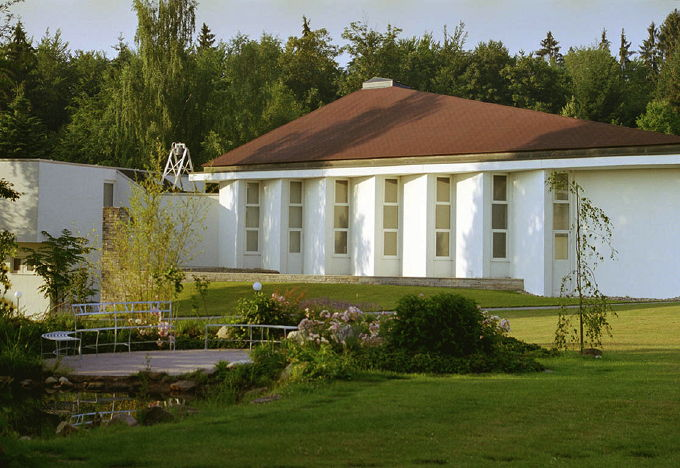
Christian Rosenkreuz Konferenzzentrum in Calw (Schwarzwald)
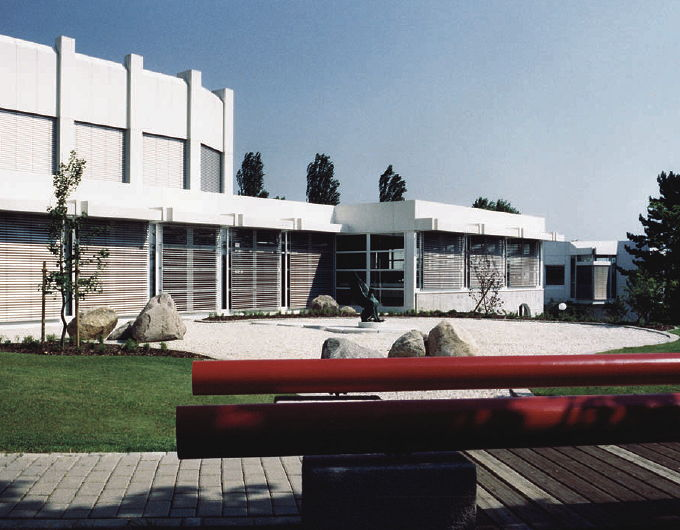
Van Rijckenborgh Konferenzzentrum in Bad Münder (Niedersachsen)
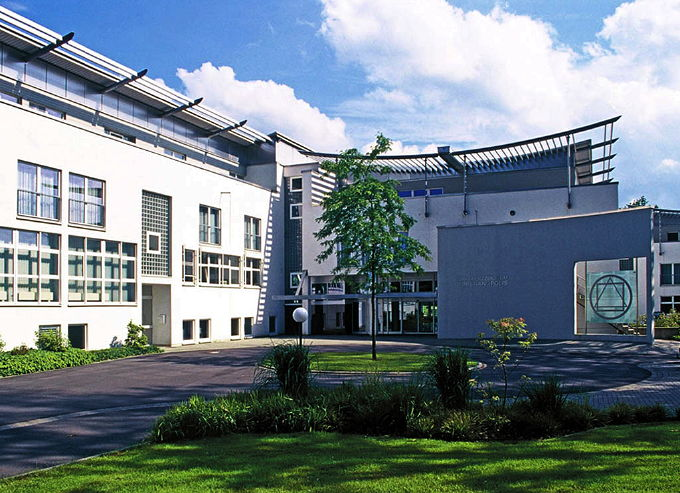
Christianopolis Konferenzzentrum in Birnbach (Westerwald)

Die drei deutschen Konferenzzentren sind gleichzeitig Sitz einer Verwaltung, von der die lokalen „Zentren“ in 23 Städten koordiniert werden. Nach der Deutschen Wiedervereinigung entstand in den neuen Bundesländern 2006 ein kleines Zentrum in Dresden.

### Internationale Verbreitung
1957 gründete Gadal den französischen Zweig des LR, wurde deren erster Präsident und assoziierte das LR mit den Höhlen und dem Museum in seinem Wohnort Ussat. Neben dem in Haarlem verbliebenen Hauptquartier wurden Zentren in Belgien, Großbritannien, Deutschland, Frankreich, Italien, Spanien, Schweden, U.S.A., Polen, Bolivien, Kolumbien, Russland, Australien, Neuseeland und einigen afrikanischen Staaten gegründet. Weltweit hat das LR ungefähr 12.000 Mitglieder, davon 4200 Mitglieder (inkl. 2200 Schüler) in Deutschland (Stand 2012), rund 1000 in der Schweiz und 200 in Österreich (Stand 2000).

### Eingliederung des „Maneism“

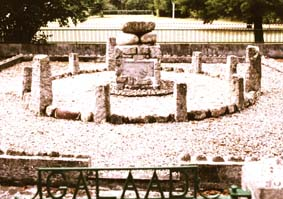
Monument „Galaad“ in Ornolac-Ussat-les-Bains (Ariège)

1946 reiste Rijckenborgh nach Südfrankreich, um historische und archäologische Aufzeichnungen über den Katharismus zu studieren. Dort traf er 1948 eine Schlüsselfigur des Neo-Katharismus, Antonin Gadal, der in ihm den „Großmeister“ einer geheimnisvollen gnostischen Bruderschaft zu sehen glaubte. Gadal hatte vor dem Ausbruch des Zweiten Weltkrieges begonnen, die Höhlen in der Gegend um Ussat und Tarascon zu erkunden und behauptete, dort ein System mystischer hermetischer Schulen entdeckt zu haben, das auf das Alte Ägypten zurückgeht. In diesen Höhlen seien die mittelalterlichen Katharer in einem schrittweisen Prozess, von einer Höhle zur nächsten, in einen Zustand der spirituellen Perfektion eingeweiht worden, wenngleich er dafür keinerlei substantielle Beweise vorlegen konnte. Für die LR-Gründer waren die Visionen Gadals von einem esoterischen Katharismus jedoch von großem Interesse und sie ermutigten ihre Anhänger, ihre spirituellen Wurzeln in Gadals Katharer-Visionen zu suchen. Rijckenborgh war zudem begeistert von Gadals privater Religion, dem „Maneism“, einer Art christianisiertem Mithraismus mit uralten ägyptischen religiösen Obertönen. Dieser imaginäre spirituelle Kult, der vermeintlich an eine südfranzösische gnostische Religion anknüpfte, die die Kirchenväter verärgert hatte, und dessen imaginierte ägyptische Wurzeln wurde von Rijckenborgh mit Eifer assimiliert. Kombiniert mit den Ideen Böhmes, des Rosenkreuzertums, der Freimaurerei, der Trobador-Bewegung, des Katharismus, und abgerundet durch die Gnosis, entstand ein diversifiziertes Glaubenssystem. Die LR-Gründer nannten das Lectorium fortan auch „junge gnostische Bruderschaft“.

### Neo-Katharismus
Ab 1954 trafen sich die LR-Gründer im französischen Kurort Ornolac-Ussat-les-Bains regelmäßig mit dem Volksschullehrer Gadal, der sich nach seiner Pensionierung mit Katharer- und Heimatforschung beschäftigte. Durch Gadals Einfluss wurde das LR ideologisch maßgeblich verändert und organisatorisch geprägt. Gadal war zuvor Fremdenführer und Mentor des Ariosophen und Mediävisten Otto Rahn im Languedoc. Von Gadal und Rahn stammen die Thesen, dass das Katharertum eine germanisch geprägte dualistische Ketzerbewegung mit uralten arischen Wurzeln sei, und der angebliche Rezeptionsstrang Katharer–Gral–Tibet/Shambala.
Gadal war stark beeinflusst von den zumeist der Phantasie entsprungenen Werken Napoléon Peyrats (1809–1881), der die Katharer mit einem politisch instrumentalisierten Profil versah: Er stilisierte die Katharer zu Freiheitskämpfern im Widerstand des kulturell auf einer höheren Stufe stehenden Südens gegen barbarische nordische Kreuzritter. Unterlegt wurden diese Anekdoten mit zeitgenössischem Antiklerikalismus und lokalpatriotischen Einschlägen. Gadals Inspirationsquelle Peyrat schmückte die Grotten von Lombrives mit Legenden aus. Als Erster richtete er den Fokus auf den Monteségur als heiligen Katharerberg. Gadals Ideen wurden in dem Buch Auf dem Weg zum Heiligen Gral vom LR in den Niederlanden veröffentlicht. Im Anschluss daran stellte das LR einen Zusammenhang zwischen Gadals Buch und der eigenen Entstehungslegende her: 1274 sei einigen Katharern die Flucht vor der Inquisition nach Deutschland und Holland gelungen. Mit dem „Tempel des Geistes“ im Gepäck seien sie dort im 14. Jahrhundert angekommen. Einer ihrer direkten Nachfahren soll dann der Gründungsvater Christian Rosencreutz gewesen sein. Otto Rahn, dessen gegenwärtiger Bekanntheitsgrad in Frankreich aus der Inanspruchnahme durch die französische Neo-Nazi-Szene herrührt, wurde von dem Kulturwissenschaftler Joscelyn Godwin als Erfinder der Legende ausgemacht, die den Heiligen Gral mittels schwacher etymologischer Argumente kurzerhand mit den Katharern und deren Burg Montségur, die er für die Gralsburg Munsalvaesche aus Eschenbachs Epos Parzival hielt, assoziierte. Die in Rahns Buch Kreuzzug gegen den Gral (1933) aufgestellten Thesen und Theorien, die ihn zu der Behauptung veranlassten, der Katharerschatz sei identisch mit dem Heiligen Gral, stammen im Wesentlichen von Antonin Gadal und wurden von Rahn und letztlich vom LR trotz offenkundiger Anachronismen kritiklos übernommen. Rahns Interpretationen und Behauptungen weisen viele schwer zu rechtfertigende Ansätze auf, die anerkannten wissenschaftlichen Erkenntnissen widersprechen, was auf seine unbekümmerte Geringschätzung historischer Belege zurückzuführen ist. Um zu „beweisen“, dass der Gral das Symbol der Katharer-Lehre und ein Bezug zum höchsten Katharer-Mysterium Manisola bestehe, verwies Rahn auf Analogien zum buddhistischen Shambala-Mythos, in dem der Mani-Stein des Chakravartin vorkommt, den er mit dem lapis ex coelis (dem ‚Stein aus dem Himmel‘) aus Wolframs Gralsepos gleichsetzte, während selbst neueste Forschungen bisher keinen Anhaltspunkt dafür liefern konnten, dass die Katharer in irgendeiner Beziehung zum Gral gestanden hätten. Gadals archäologische Untersuchungen der Höhlen im Tal der Ariège und seine Recherchen im südfranzösischen Languedoc ließen ihn schließlich glauben, einem mysteriösen Katharerschatz auf die Spur gekommen zu sein, den er in den Höhlen des Sabarthes vermutete. Er stellte die These auf, dass das Höhlensystem seines Wohnortes Ussat von der mittelalterlichen Katharersekte für Initiationsriten benutzt worden sei. Gadal betrachtete das LR als eine an die Katharer-Tradition anknüpfende Nachfolgeorganisation. Zur Erinnerung an die symbolische „Übertragung des Erbes der Katharer“ an das LR ließ Gadal, am 5. Mai 1957 in seinem Wohnort Ussat das Monument „Galaad“ errichten.
Aus dem mythologischen Themenkomplex und den Theorien Gadals konstruierte das LR einen Rezeptionsstrang, um auf einen Zusammenhang zwischen sich, den Katharern und dem Gral-Mythos hinzuweisen. Dieser existiere schon seit Anbeginn der Zeit und würde bis in alle Ewigkeit fortdauern. Er wird vom LR symbolisch als „Dreibund des Lichts“ bezeichnet. Gadal wurde als neues Kirchenoberhaupt des LR akzeptiert und verlieh Rijckenborgh den Großmeister-Titel und Catharose de Petri den Titel „Archidiakonesse“. In seinen letzten Lebensjahren distanzierte sich Gadal jedoch vom LR. Bis in die Gegenwart haben die Katharer- und Gralthesen zur Entwicklung einer ertragreichen Pilger- und Tourismusindustrie im Département Ariège geführt. Der Mythos wird mit besonderer Hingabe vom LR gepflegt. Das LR kaufte einige Grotten in Ussat und hält darin jedes Jahr einige Initiationsriten ab.

### Apokalyptische Endzeiterwartungen

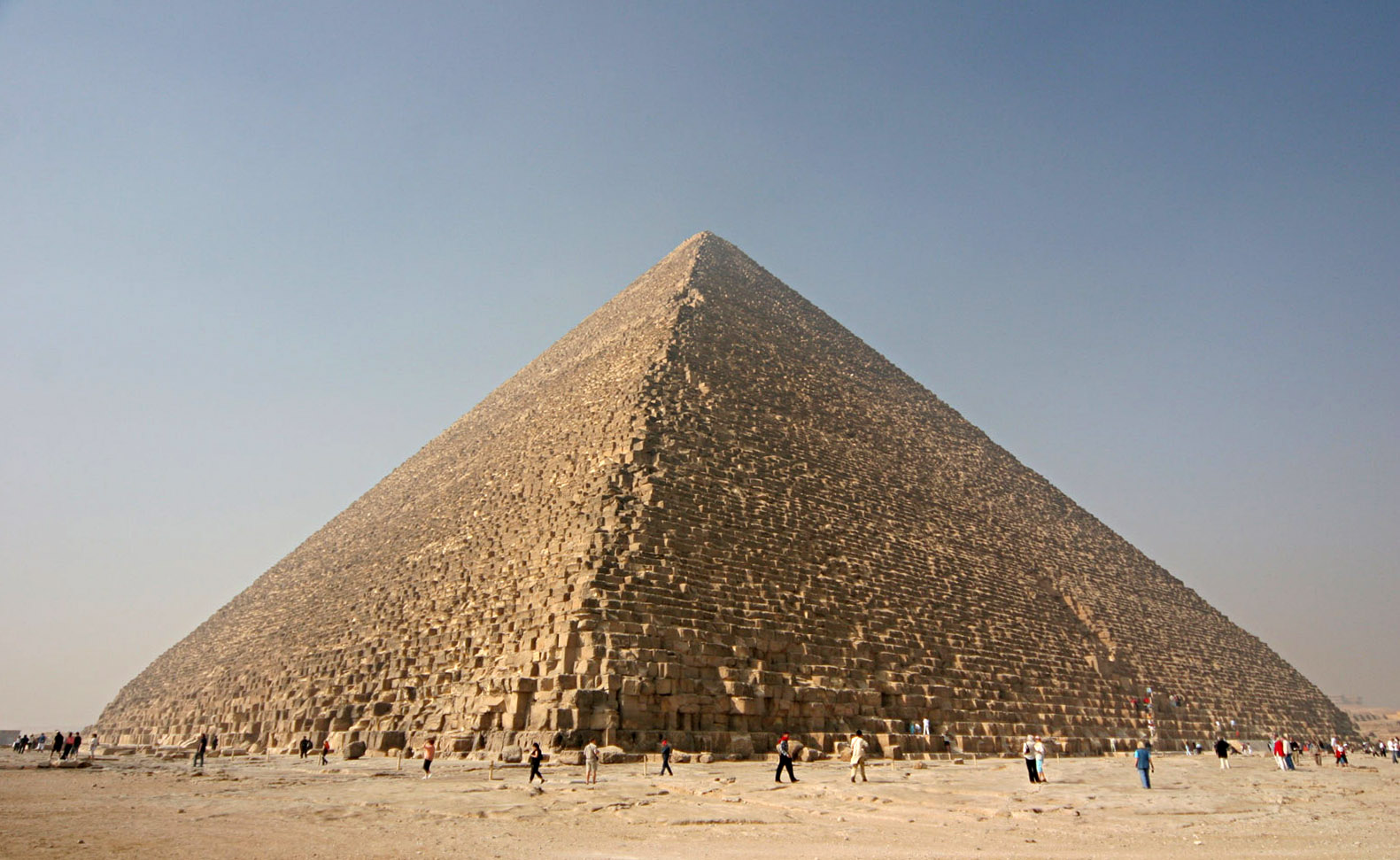
Die Cheops-Pyramide enthalte angeblich eine Chronologie, die das Ende des sichtbaren Wirkens des LR für das Jahr 2001 vorhersage

Das LR gibt an, ein zeitlich limitiertes zerbrechendes und aufbauendes Werk auszuführen, um die Menschheit in einem von der Lichtbruderschaft großangelegten Versuch zu befreien. Aus elektromagnetischen Gründen sei dieser auch als Ernteperiode bezeichnete Rettungsversuch nur in einer Zeitspanne von 48 Jahren zwischen 1953 und 2001 möglich gewesen. Die Aufnahme transfigurierter LR-Mitglieder und der Einwohner von Shamballa in das Universelle Königreich sei nur bis Dezember 2001 möglich gewesen, da das göttliche und das menschliche Daseinsfeld unerreichbar auseinandergedriftet seien. Die zurückgebliebene Menschheit würde sich nun in Dämonismus, Satanismus und Irrsinn mit den schrecklichsten Folgen verstricken und drohe auf Stufen unterhalb der Dialektik abzusinken, was das Leben, wie wir es heute kennen, auf der Erde spätestens in siebenhundert Jahren auslöschen würde. Um diesen Absturz zu verhindern, werde die gnostische Lichtbruderschaft einen „Blutsturz der Natur“ nachinitiieren, um Spannungen der dialektischen Menschheit durch Katastrophen, Unfälle und Kriege mit viel Blutvergießen abzubauen. Sollte das nichts bewirken, werde die gesamte Menschheit auf die brutalste Weise liquidiert. Dabei verschwänden ganze Kontinente. In den 1960er Jahren wurden im LR apokalyptische Endzeiterwartungen bezüglich des Jahres 2001 angeregt, in dem die Zeit der Erlösung durch das LR für die Menschheit abliefe. Das LR behauptete, dass eine in der Cheops-Pyramide verborgene Chronologie anzeige, dass das „Himmelsschiff“ des LR im Dezember 2001 abhebe und der Verein dann seine sichtbare Tätigkeit einstelle.
Rijckenborgh nennt in seinen Büchern ohne Quellen anzugeben die für das LR relevanten Daten aus der angeblichen Pyramiden-Chronologie: 4000 v. Chr., 1924, 16. September 1936, 20. August 1953 und Dezember 2001. Dieselben Daten erschienen zuvor in David Davidsons Buch „The Great Pyramid: It's divine message.“ Alle angegebenen Daten haben sich geschichtlich widerlegt. Ägyptologen wiesen nach, dass die Cheopspyramide keine Chronologie aufweist. Über das, was am 20. August 1953 geschah, sagte Rijckenborgh: „Der Heilige Geist begann, sich über uns zu ergießen.“ Daraus leitete er den programmatischen Anspruch ab, fortan das „reine christliche Einweihungsmysterium des Heiligen Rosenkreuzes für das neue Zeitalter“ zu vertreten, durch dessen Methode der Selbstfreimaurerei alle christlichen Kirchen und alle okkulten und esoterischen Strömungen der Gegenwart abgelöst werden würden. Ferner sei das LR 1953 in die gnostische Bruderschaftskette der Essäer, Gnostiker, Manichäer, Albigenser, Freimaurer und der klassischen Rosenkreuzer aufgenommen worden. Nach dem „Dezember 2001“ sei es der gewöhnlichen Menschheit nicht mehr möglich, sich in die Gruppe des LR einzufügen. Ab 1995 relativierte das LR seine Endzeit-Prophezeiungen, wonach 2001 nur noch Teile der „Inneren Schule“ enthoben würden. 1963 prophezeite Rijckenborgh das zunehmende Sichtbarwerden der Äthersphäre, und dass dieser umwälzende Prozess spätestens in 20 Jahren komplett abgeschlossen sei, was sich nach Miers bis heute nicht erfüllt hat.

### Jahrelange Machtkämpfe um den Führungsanspruch
1965 bestimmte Rijckenborgh seinen Sohn Henk Leene zu seinem Nachfolger als Großmeister. Rijckenborghs engste Mitarbeiterin, Catharose de Petri, und die Spirituelle Leitung wollten diese Entscheidung jedoch nicht anerkennen, worauf es zu jahrelangen Streitigkeiten kam. Rijckenborgh beharrte jedoch bis zu seinem Tod darauf, dass es keine „Großmeisterin“ geben werde, und setzte seinen Sohn als Großmeister durch: Das „entspringe keiner Familienpolitik, sondern dem ausdrücklichen Wunsch der Bruderschaft, von welcher Henk Leene jahrelang für diesen Auftrag vorbereitet worden sei.“ Am 17. Juli 1968 starb Rijckenborgh. In der Folge erlebte das LR seine bisher schwerste Krise. Sie begann sich schon mit der autoritären Nachfolgeregelung von 1965 abzuzeichnen. 1969 kam es in der Leitung zu einem Machtkampf, in dem auch die Mitglieder des LR einbezogen waren. Der neue Großmeister Henk Leene trat für größere Eigenverantwortung und eine individuellere Gestaltung des Heilsweges der Mitglieder ein. Auch lehnte er die bisherigen hierarchischen Führungsprinzipien als zu starr und unflexibel ab. Ihm schwebte eine kleine, nach innen gerichtete Gruppierung vor, die mehr in die geistige Tiefe arbeiten sollte. Zudem befürwortete er die Öffnung der Lehre und verstand die Organisation nicht mehr als esoterisch. Catharose de Petri hingegen befürwortete eine straffere, international expandierende Organisation. Die Auseinandersetzung endete mit einem Schisma: in seinem offenen Austrittsschreiben vom 26. März 1969 beklagte Henk Leene, dass man ihm vorwarf, dass ihn seine Kontakte zu seinem verstorbenen Onkel Wim Leene mit „naturmagischer und selbst schwarzmagischer Kraft“ in Verbindung brächten. Das Austrittsschreiben konnte an alle LR-Mitglieder und Interessenten verschickt werden, weil der Zentrumsleiter in Kassel, Heinz Borkowski, als Versender der Mitgliederzeitschrift Aquarius über alle Adressen verfügte, und er zusammen mit dem Ehepaar Leene austrat. Catharose de Petri setzte sich in der Folgezeit als Großmeisterin innerhalb des LR durch, obschon dieser Titel für sie umstritten ist. Bei etlichen Büchern Rijckenborghs erschien erst in den Neuauflagen Catharose de Petri als Mitautorin.

### Reformversuche, Abspaltungen und Austrittswellen
- 1951/52 unternahmen die deutschen Zentren einen Reformversuch. Um geistig wie organisatorisch unabhängig von der niederländischen Leitung in Haarlem arbeiten zu können, wurde am 1. Dezember 1951 die „Neue Internationale Transfiguristische Schule“ mit Sitz in Frankfurt a. M. gegründet. Dieses autonome Reformprojekt scheiterte nach ungefähr zwei Monaten und die deutschen Gruppen wurden wieder zentral aus den Niederlanden verwaltet.[30]
- Gegen Ende der 1960er Jahre trat kurz vor dem Tod Rijckenborghs eine Gruppe unter Leitung des langjährigen Schülers van der Kuyp aus. Van der Kuyp gründete eine Gemeinschaft mit Sitz in den Niederlanden und eröffnete eine deutsche Zweigstelle in Köln.
- Henk Leene gründete mit etwa 200 Anhängern die „Gemeinschaft R+C“, die 1972 den Namen „Esoterische Gemeinschaft Sivas“ annahm.
- 1978 spaltete sich im Raum Braunschweig eine ca. 40 Personen starke Gruppe unter Leitung des Ehepaares Gottschalk ab.
- Zu Beginn der 1980er Jahre trat eine Schülergruppe unter Leitung von Joachim Schulz in Freiburg i.Br. aus dem LR aus. Die Gruppe gründete das „Institut für Biosophie“, das sich zehn Jahre später wieder auflöste. Joachim Schulz und viele der Mitglieder seines Instituts kehrten in das LR zurück.
- In den 1980er Jahren kam es im Ruhrgebiet erneut zu einer Abspaltung, als das Leiterehepaar des Zentrums Essen zusammen mit etwa 50 Mitgliedern austrat.[56][30]
- 1980 hielt das LR-Mitglied Eberhard Gerstmann einen öffentlichen Vortrag über Parapsychologie und Esoterik aus Sicht der Gnosis, der von der Lokalpresse als Verbreitung von Geheimlehren aufgegriffen wurde. Die LR-Landesleitung interpretierte das als unerwünschte Gruppenbildung und schloss Gerstmann aus. Gerstmann führte seine Veranstaltungen daraufhin in der „Esoterischen Gemeinschaft Siegen“ fort und begann die „Esoterische Gemeinschaft der Rosenkreuzer Sivas“ ehrenamtlich zu leiten. Zwischen 1984 und 1993 wurden Tagungen und Konferenzen abgehalten.
- In Berlin übernahm der seinerzeit mit Henk Leene ausgetretene Ernst Orlowski eine Außenstelle der Esoterischen Gemeinschaft Sivas, die er unter der Bezeichnung Herz-Rose-Kreuz-Freunde weiterführte. Nach Orlowskis Tod 1990 fusionierte die Gruppe zum Teil mit der mittlerweile ebenfalls in Berlin aktiv gewordenen Gemeinschaft der Rosenkreuzer Sivas.[57]

## Lehre
Nach dem Zweiten Weltkrieg praktizierten und lehrten die LR-Gründer keine Astrologie mehr, weil sie sich davon keine positiven Resultate mehr versprachen wie einst während ihrer Fellowship-Zugehörigkeit. Jan van Rijckenborgh und Catharose de Petri wurden durch die sehr konservative Niederländisch-reformierte Kirche sozialisiert und geprägt, deren orthodoxe christliche Morallehre sich in ihren Ansichten und Aussagen widerspiegelte: Das Leben wurde in einer schlichten Schwarz-Weiß-Sicht als gefährlich imaginiert, bei der Sicht auf die Dinge unterschied man in unrein und rein und der Schüler wurde oft am Rande der absoluten Verderbnis und Zerstörung gesehen. Sex war verpönt, weil man glaubte, er gefährde das geistige Wachstum des Schülers, Lust als schlecht gebrandmarkt. Rijckenborgh fusionierte die Doktrin der Niederländisch-reformierten Kirche (die er als „externe“ Kirche sah, der als Quintessenz angeblich die innere Lehre der Rosenkreuzertradition abhandengekommen sei) mit der Theosophie von Alice Bailey und einigen neo-gnostischen Ideen, die mitunter einen imaginierten neo-katharischen Zungenschlag hatten. Das LR sei der Ansicht, Rijckenborgh und de Petri seien Abgesandte einer Bruderschaft, um die „Arbeit“ von Christian Rosencreutz, einer literarischen Figur, eigenständig fortzusetzen.

### Literarische Lehrgrundlage
Rijckenborghs Bücher sind bis heute die Grundlage der LR-Lehre. In seinen und de Petris Büchern sind die gesamten Lehrauffassungen des LR veröffentlicht; sie sind bis heute von grundlegender und autoritativer Bedeutung. Die 1990 und 1997 erschienenen Konkordanzen bestätigen die Kanonisierung der Lehre. Rijckenborgh vertrat in seinen Veröffentlichungen eine überwiegend neognostische Lehre. Er veröffentlichte die niederländische Übersetzungen der Urschriften des älteren Rosenkreuzertums und versah die auch auf Deutsch erschienenen Bände der Fama Fraternitatis, der Confessio Fraternitatis und der Chymischen Hochzeit mit sehr umfangreichen Interpretationen und Kommentaren, die zur Lehre des LR gehören. So verfasste er beispielsweise zur 23-seitigen Edition der Fama Fraternitatis einen 400 Seiten langen Kommentar.

### Eingeschränkter Exklusivanspruch
Die Mitglieder des LR würden sich für die Erben eines Heilsmysteriums halten, da sie die für den transfiguristischen Heilsweg erforderliche Gruppenbildung realisiert hätten und das Wissen zur Umwandlung des irdisch-gefallenen Menschen in eine neue Persönlichkeits-Struktur besäßen. Mit der im LR für notwendig gehaltenen kollektiven Ausrichtung verbinde sich ein eingeschränkter exklusiver Anspruch, wonach nur Mitglieder einer transfiguristischen Gemeinschaft zur Erlösung kommen könnten. Es könne zu anderen Zeiten und andernorts zwar ähnliche „Geistesschulen“ gegeben haben, gegenwärtig sei es jedoch nicht möglich, „außerhalb des Körpers der Schule diese […] Strahlung des Heils zu finden.“ Das LR böte dem Menschen keine Einweihung, sondern die totale Erlösung.

### Weltentstehung, Mikrokosmos und Makrokosmos
Das esoterisch-neugnostische Lehrsystem entwickelte Rijckenborgh auf der Grundlage des theosophischen Evolutionsmodells Heindels. Rijckenborgh wandte sich jedoch gegen Heindels Vorstellung, eine Entwicklung in dieser Welt führe zum Heil. Stattdessen charakterisierte er die Welt, die das Jenseits einschließt, als grundsätzlich negativ, weshalb das Heil nur außerhalb der jetzigen Lebenswirklichkeit zu erlangen sei. Insofern sei die Lehre des LR nicht identisch mit der der Rosicrucian Fellowship.
Das LR vertritt die gnostische Lehre von den zwei „Naturordnungen“. Auf der einen Seite steht das „göttliche Lichtreich“, auf der anderen das Reich der „Dialektik“ als gegenwärtiges Daseinsfeld der Menschheit. Es wurde als Notordnung eingerichtet, nachdem einige der göttlichen Geschöpfe gegen den göttlichen Plan gehandelt und darum aus dem göttlichen Lebensfeld gefallen waren. Diese „Mikrokosmen“ hätten dabei eins von drei „Atomen“ verloren. Als deren Ersatz sei der irdische Mensch als „Platzhalter“ getreten. Jeder Mikrokosmos brauche daher zu seiner Erlösung einen Menschen, der sich für ihn hingebe, um durch den Abbau seiner sterblichen Ego-Persönlichkeit ein neues unsterbliches „Persönlichkeitsatom“ für seinen Mikrokosmos zu schaffen. Dies sei möglich, weil im Innern des Menschen (in der rechten Herzkammer) noch ein Geistfunken (auch „Geistfunkenatom“, „Samenkorn Jesu“ oder „Rosenknospe“ genannt) aus der göttlichen Welt verborgen sei. Die Überwindung des Ego-Bewusstseins sei denn auch das zentrale religiöse Ziel des LR.
Wie Heindel vertrat auch Rijckenborgh die Auffassung, der Mensch besitze eine vierfache Körperlichkeit, bestehend aus physischem, Äther-, Astral- und Mentalkörper. Dieses Menschenbild kombinierte er dann mit eigenen Anschauungen und Elementen aus dem Kundalini-Yoga. Von daher stamme der Begriff Mikrokosmos, denn der Mensch sei in seinem Wesen eine Welt im Kleinen, auch „aurisches Atemfeld“ und „Offenbarungsfeld“ genannt. Dieser siebenfältige Mikrokosmos sei ein Abbild des Makrokosmos.

### Reinkarnationslehre
Die gängige Reinkarnationslehre, wonach sich die unsterbliche Seele nach dem Tod und einem Aufenthalt in himmlischen Gebieten erneut im Körper eines anderen Menschen reinkarniert, wird vom LR mit aller Schärfe abgelehnt. Stattdessen vertritt man die Ansicht, dass der irdische Mensch mitsamt den feinstofflichen Körpern, seiner Persönlichkeit und der Seele restlos stirbt. Erhalten bleibe nur die Erfahrungsernte (das Karma) dieses und der vorangegangenen Leben mit ihren Persönlichkeiten im „aurischen Wesen“ seines Mikrokosmos. Das Karma eines inkarnierten Menschen befinde sich am Steißbein in der eingerollten Kundalinischlange. Der Mikrokosmos reinkarniere etwa alle 700 Jahre, bis der Mensch den Befreiungsweg geht, wie er vom LR gelehrt wird.

### Transfiguration durch Persönlichkeitswechsel und Endura
Der vom LR propagierte Transfigurationsprozess zur Erlösung des dialektischen Menschen fordert die Vernichtung des eigenen Ichs und den planmäßigen Untergang des eigenen Selbst. In dem Maß, wie ein Mensch sich und seine sterbliche, dialektische Persönlichkeit in seinem Mikrokosmos opfere, entstünde eine neue unsterbliche Persönlichkeit, die nicht der Mensch selbst sei, da sie von außerirdischer und außerdialektischer Beschaffenheit sei. Währenddessen stünden sich diese beiden Persönlichkeiten im Menschen unversöhnlich gegenüber, was viele Spannungen und innere Konflikte zur Folge hätte. Mit diesem Prozess möchte sich das LR von der Persönlichkeitsspaltung und der Persönlichkeitskultur abgrenzen, die laut LR nicht mehr richtig funktionierende innerdialektische Heilswege seien. Rijckenborgh habe seine gnostische Transfigurationsmethode im Sinne des Manichäismus entwickelt. Sie wird vom LR als Endura bezeichnet, ein Begriff aus dem Vokabular der mittelalterlichen Katharer. Zur Einstimmung auf den Transfigurationsprozess seien bestimmte Grundsätze zu beachten (kein Fleisch, kein Alkohol, kein Nikotin usw.). Nach einer gewissen Probezeit müssen zusätzliche Verpflichtungen eingegangen werden, wie Austritt aus Kirchen usw.

### Vakuum von Shamballa
LR-Schüler, die das Ziel des Stufenweges der Transfiguration zu Lebzeiten nicht erreicht hätten, bei denen der Persönlichkeitswechsel im Zuge der Ich-Ersterbung aber bereits ein embryonales Seelenprinzip zustande gebracht habe, kämen nach ihrem Tode nicht ins Jenseits, sondern in ein weiteres Arbeitsgebiet gnostischer Art, ins „Vakuum von Shamballa“. Dort könne die begonnene Transfiguration vollendet werden, indem sich das bereits latente Seelenstadium zu einem bewussteren Zustand entwickle, solange das LR noch mit seinem Kraftfeld existiert. Sollte das LR untergehen, müssten alle Shamballa-Bewohner von Neuem reinkarnieren. Rijckenborgh beschrieb Shamballa auf der Silversterkonferenz 1967 in Calw als Sphäre im Erdinneren, in der ewige Finsternis herrsche. Daneben spielen im LR die „astrale Sphäre der Erde“ und zwei weitere unterirdische Sphären eine große Rolle: Agartha, wo stets Tag herrsche und Duad, wo sich Tag und Nacht abwechseln.
Laut einer LR-Einführungsbroschüre werde die gesamte Welterlösung von der Bruderschaft von Shamballa vom in der zentralasiatischen Wüste Gobi gelegenen „Herzen der Welt“ aus geleitet.

### Verhältnis zur traditionellen christlichen Lehre

#### Stellenwert der Bibel
Die Bibel komme im LR als Offenbarungsträger nur teilweise in Frage, weil ihr Inhalt im Laufe der Geschichte zu stark verfälscht worden sei. Das Alte Testament wird kategorisch abgelehnt, weil es das Produkt des Schöpfergottes (vom LR „Demiurg“ genannt) unserer Lebenswelt sei. Diesem Demiurg stehe der Gott des Neuen Testaments diametral gegenüber. Einzelne Schriftworte aus dem Neuen Testament werden allegorisch ausgelegt und selektiv zur Bestätigung der eigenen „Universellen Lehre“ herangezogen. In der Überzeugung, die Bibel enthalte verborgene Botschaften, studierten die LR-Gründer die Esoterik des Pentateuch, die Evangelien sowie die Offenbarung des Johannes. Aus dieser „Bibel-Entschlüsselung“ und -Deutung entwickelten sie eine gnostische Lehre, die nach Lamprecht der Lehre und Weltanschauung der Katharer sehr ähnelt. Dabei lege das LR einzelne Schriftworte aus dem Neuen Testament gleichnishaft aus und ziehe sie selektiv zur Bestätigung der eigenen „Universellen Lehre“ heran. So würde das Leben Jesu als Gleichnis für den individuellen Weg der (Selbst-)Erlösung ausgelegt.

#### Esoterisches Gottesbild
Der Glaube an die Wirksamkeit von Schicksalsgesetzen (Karma) unterscheide das Gottesbild des LR vom lebendigen Gott des Christentums, der in der Bibel im Neuen Testament dem Menschen als persönliches Gegenüber Vergebung gewähren könne. Die Möglichkeit wiederholter Erdenleben (Reinkarnation) widerspreche sowohl den theologischen als auch den ethischen Grundlagen der jüdischen wie der christlichen Tradition. Die im Neuen Testament nicht enthaltene „Karmavorstellung“ des LR lasse keinen Raum für die Gnade Gottes und die durch Christus gewirkte Vergebung.

#### Distanzierung vom christlichen Glauben
Das LR hält den christlichen Glauben für schädlich, wenn es um die „wahre“ Rückkehr in die Bereiche geht, die das LR für die ursprüngliche Heimat des Menschen hält. Man weist dem Christenglauben den Rang einer niederen Erkenntnisstufe zu, da er nur jenseitsorientiert sei, wobei Diesseits und Jenseits als zur „dialektischen Welt“ gehörend gleichgesetzt werden. Daher werden Mitglieder zum Kirchenaustritt gedrängt. „Die grundlegende Differenz zum Christentum ist in der gnostischen Weltsicht des LR angelegt.“ Die Vorstellung einer Trennung zwischen einem jenseitigen Gott und der Welt als Produkt eines kosmischen Unfalls widerspreche der biblischen Aussage, dass Gott die Welt aus freiem Entschluss geschaffen habe. Der Kreuzestod Jesu wird vom LR doketisch geleugnet und hat keine Heilsbedeutung.
Stattdessen wird die „Selbsterlösung“ durch Transfiguration propagiert.

#### Esoterische Christologie
Die Christologie des LR begreift Christus nicht als historische Erscheinung, sondern definiert Christus als allerhöchste vernunftgemäße Erklärung der Wirklichkeit, die als unpersönliche elektromagnetische Kraft helfen könne, dem Menschen die Sünden zu erlassen und die sogar die Welt hinweg nehmen könne. Zuvor habe ein Mensch jedoch sein Karma durch die vom LR geforderte Lebenshaltung abzulegen. Die Wiederkunft Christi sei gemäß diesen Deutungen bereits geschehen und manifestiere sich gegenwärtig ausschließlich in dem von der LR-Gruppe aufgebauten Kraftfeld als Christuskraft. Da Rijckenborgh bestritt, dass diese unpersönliche Kraft je eine historische Erscheinungsform annahm, gibt es im System des LR zur Person Jesus von Nazaret keinen Bezug. Die freiwillig inkarnierten zwei Abgesandten der Bruderschaft Rijckenborgh und de Petri werden dagegen als „Lichtboten“ angesehen.

## Symbolik
Hauptemblem
Das in der Öffentlichkeit verwendete Hauptemblem besteht aus den ineinander verschränkten geometrischen Formen Kreis, Dreieck und Quadrat. Es findet sich in verschiedenen Ausprägungen in der historischen und zeitgenössischen Literatur:
- In der kabbalistischen Lehrtafel der Prinzessin Antonia zu Württemberg und Teck, die sich in der Bad Teinacher Dreifaltigkeitskirche befindet, findet sich das Symbol im oberen Drittel umgeben von den hier so genannten oberen drei Sefirot. Die Lehrtafel wurde ab 1652 unter Mitwirkung von Johann Valentin Andreae, in den Jahren 1659–1663 von Johann Friedrich Gruber (1620–1681), dem Maler am Stuttgarter Hof, in Form und Farbe umgesetzt. Sie stellt eine besondere Verbindung zwischen der jüdischen Kabbala, der christlichen Botschaft und dem Rosenkreuzertum her.[87][88]
- In dem Buch von Arthur Edward Waite The real history of the Rosicrucians (1887) findet man die Abbildung des „Philosophic Seal of the Society of Rosicrucians“, welches zur Besiegelung der Initiation von Sigismund Bacstrom durch Du Chazel F.R.C am 12. September 1794 verwendet wird.[89][90]

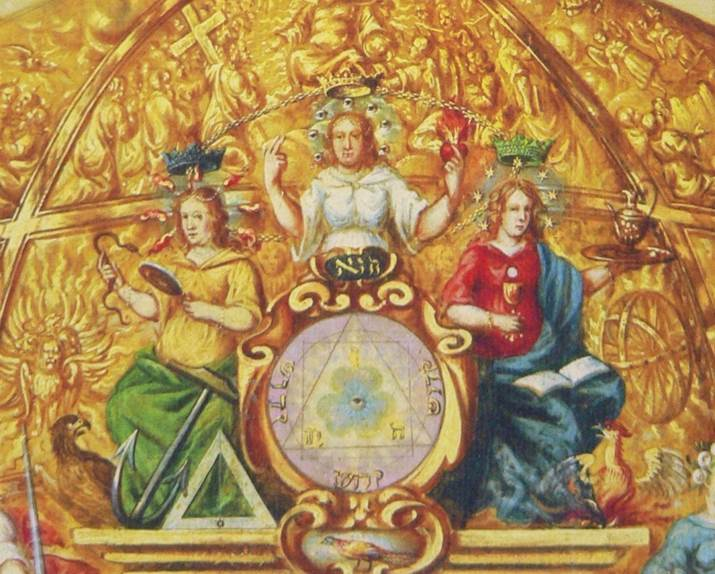
Kabbalistische Lehrtafel 1652
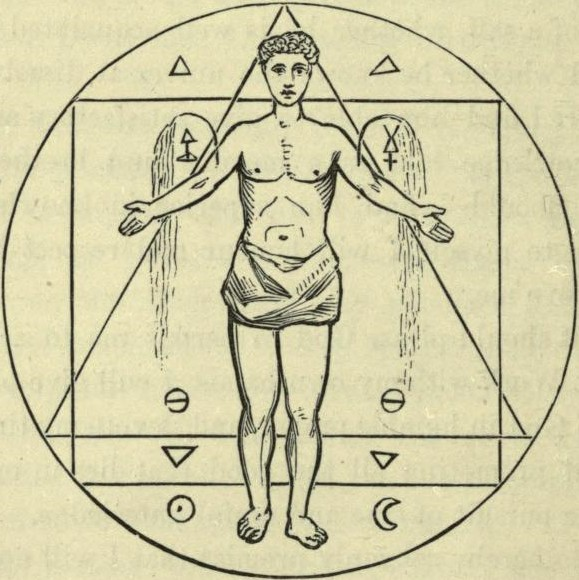
Philosophic Seal of the Society of Rosicrucians 1794
L.R.-Emblem bis Dezember 2014
L.R.-Emblem seit Dezember 2014 mit mittigem Punkt

In der Philosophie des LR wird das Emblem so erläutert:

„Der Kreis als Ursymbol steht makrokosmisch für den ewigen und unkennbaren Geist Gottes, die Fülle (das Pleroma), aus der alle Offenbarung hervorgeht und die alles Geoffenbarte umschließt. Aus dem Kreis tritt das Dreieck hervor, der geoffenbarte Geist in seiner dreifältigen Ansicht als Vater, Sohn und Heiliger Geist. Aus dem Heiligen Geist entsteht das ‚Viereck des Baues‘, die Verkörperung der göttlichen Idee in der Ursubstanz. Kreis, Dreieck und Viereck zusammen sind auf jeder Ebene – ob Makrokosmos, Kosmos oder Mikrokosmos – ein universelles Symbol für die göttliche Schöpfung in ihrer vollkommenen Offenbarung aus Geist (Kreis), Seele (Dreieck) und Körper (Viereck). So ist das Zeichen der Einheit aus Kreis, Dreieck und Viereck auch ein Symbol für den göttlichen Menschen, der sich auf dem Weg des Rosenkreuzes offenbaren soll.“

Internes Emblem
Das interne Emblem entsteht durch Kombination des astrologischen Symbols für den Planeten Uranus (der darin enthaltene Buchstabe H bezieht sich auf Wilhelm Herschel, den Entdecker des Planeten) und dem durch Wellenlinien symbolisierten Sternzeichen Wassermann.
Es symbolisiert die unter dem Zeichen von Wassermann und Uranus stehende Arbeit des LR. Unter diesem Emblem fanden die fünf internationalen Aquarius-Konferenzen statt.
Kreuz mit Rose und Hermesstab
In den Tempeln der Stadtzentren befindet sich ein Kreuz mit angehefteter Rose an der Stirnwand. In den Konferenzorten wird daneben das Symbol des Hermesstabes verwendet.

Astrologisches Uranus-Symbol
Internes Emblem – Wassermann und Uranus
Kreuz mit Rose
Hermesstab mit zwei sich umwindenden Schlangen

## Öffentlichkeitsarbeit
Zur Werbung neuer Mitglieder werden öffentliche Plakataktionen sowie Annoncen in Zeitungen und Zeitschriften für Vortragszyklen und Einführungskurse geschaltet. Das LR verfügt in vielen deutschen Städten über Räumlichkeiten, so genannte Zentren. Dort werden Interessenten zur Vermittlung der LR-Weltsicht regelmäßig Einführungsvorträge und ein zwölf Abende umfassender Einführungskurs zu zwölf stets gleichen Themen angeboten, der als vorgedruckter Text verlesen wird und im Anschluss in gedruckter Form gekauft werden kann. Nach Absolvierung der 12 Kursusabende und Fragenerörterungen wird der Besuch eines Vorhoftempeldienstes angeboten und die Entscheidung zwischen einer Mitgliedschaft, Schülerantrag oder Trennung von der Schule gefordert. Wer nach einem Vortrag mehr über die Weltanschauung, Ideologie und Ziele des LR erfahren will, kann 5 Informationsbriefe anfordern. Seit 2009 wird der Besuch von „öffentlichen Tempeldiensten“ ohne weitere Voraussetzungen angeboten.

## Organisationsstruktur
Das LR wird kategorisch zu den „(Neu-)gnostischen Kirchen“ gezählt, die sich auf gnostisches Gedankengut berufend, zu den Anschauungen der herkömmlichen Kirchen oft im Widerspruch stehen.

### Aufbau als Geheimgesellschaft
Gemäß Karl R. H. Frick ist das LR eine esoterische Geheimgesellschaft. Das LR halte seine spezifischen Lehren vor Außenstehenden geheim, zähle jedoch nicht im strengen Sinne zu den Geheimgesellschaften, weil öffentlich um Mitglieder geworben werde. Im „Lexikon des Geheimwissens“ wird das LR zu den subversiven und kommerziellen Geheimgesellschaften gezählt, und kategorisch den so genannten „Dialektischen Gesellschaften“ zugeordnet, die geheime Ziele verfolgen, die den Neophyten erst im Laufe der Mitgliedschaft nach und nach enthüllt werden. Diese geheimen Ziele seien teils kommerziell, teils subversiv und „nach einer Neuordnung der Welt strebend“. Bevorzugt eingesetzte Mittel dialektischer Gruppen seien Dialektik, Exegese und Schlagwörter, wobei das eigene Lehrmaterial durch Annexion anderer Lehren entstehe, deren Synthese mit dem davorgesetzten Schlagwort „wahr“ aufgewertet werde, wobei Thesen gelegentlich als „gnostische“ oder „geheime“ Lehren, als göttliche Offenbarungen, oder als „Uralte Weisheit“ ausgegeben werden. Neben den Büchern Rijckenborghs gäbe es im LR keine darüberhinausgehenden „Geheimlehren“. Die primären Lehrinhalte seien zwar nicht geheim, soweit sie in den Büchern Rijckenborghs publiziert wurden, aber die Texte der Tempeldienste werden nur unter Ausschluss der Öffentlichkeit verlesen. Als Grund für die hermetische Abschottung vor der Öffentlichkeit wird der angeblich negative Einfluss genannt, den interessierte Besucher auf ein vom LR behauptetes unsichtbares Kraftfeld ausüben würden, das sich nur innerhalb der Gruppeneinheit der straffen Organisationsstruktur ausbilden könne. Die Schulungen werden als Einweihungs-Stufenweg gesehen, bei dem es darum ginge, die Lehren Rijckenborghs durch innere Entwicklungsschritte mittels Zeremonien und Ritualen bis zur Erlösung zu durchlaufen. Gerald Willms vertritt den Standpunkt, dass im LR praktisch alle Geheimlehren eine Rolle spielen, etwa antike, urchristliche, indische, chinesische und ägyptische Geheimlehren. Der Religionswissenschaftler Tobias Churton resümiert in seinem Rosenkreuzerbuch im Abschnitt über das LR, dass die Zeit der spirituellen Geheimgesellschaften vorbei ist („spirituelly doctrines cannot be violated, only ignored“), weil das vermeintlich verborgene Haus des heiligen Geistes für jeden geöffnet ist, der Willens ist es zu sehen.

### Strenge Hierarchie
Das LR ist zentralistisch ausgerichtet, dessen Lehrsystem einen stufenweisen geistlichen Entwicklungs- und Einweihungsweg beinhaltet. Die jeweiligen Landesleitungen setzten die Zentrumsleitungen ein. Deren Mandat wird meist nach einem Jahr verlängert. Mitunter werden aber auch plötzliche Personalwechsel in den Führungspositionen vorgenommen, wenn etwa aus für Mitglieder nicht nachvollziehbaren Gründen ganze Zentrumsleitungen komplett ausgetauscht wurden. Weil die Gruppeneinheit in der LR-Befreiungslehre unbedingt vorausgesetzt wird, hat die Führung Konsequenzen, die den Gehorsam des Einzelnen und dessen Engagement für die Gruppe betreffen: Von den fest vorgegebenen Regeln darf nicht abgewichen werden. An der Spitze der strengen Hierarchie stehen die verstorbenen Großmeister, die bereits in ihrem letzten Leben die Unsterblichkeit erlangt hätten. Man bemühe sich jedoch trotz dieser deutlich herausgehobenen Position der Großmeister keinen Personenkult zu betreiben, da die Inhalte der Lehre im Mittelpunkt stünden und nicht deren Vermittler. In der Anfangszeit bis zu dessen Tod 1968 oblag Rijckenborgh unumstritten die geistliche und organisatorische Leitung des LR. Nach dessen Tod wurde sein Sohn Henk Leene Großmeister. Im Juni 1968 wurde die aus dreizehn Personen bestehende Internationale Spirituelle Leitung (ISL) gegründet, die spätestens seit dem Tod de Petris 1990 die alleinige Leitung innehat und zu deren Mitgliedern der niederländische Unternehmer Joost Ritman gehört. In der Ordenshierarchie werden in der äußeren Schule vorbereitende Schüler, Probeschüler und bekennende Schüler für die „Priesterliche“ Gruppe (oder Ecclesia) der inneren Schule vorbereitet, die die Höhere Bewusstseinsschule leitet. Die Ecclesia, die Gemeinschaft des Goldenen Hauptes, bildet in alter presbyterianischer Tradition den Ältestenrat.

### Kämpfende Kirche auf Erden
Das LR versteht sich als die einzig wahre universelle Kirche, deren Auftreten im 20. Jahrhundert durch die gottgegebene Abstammung und die richtigen Ausrichtung ihrer Genossen zustande gekommen sei. Die Mitglieder des LR tragen mit Geld und Geschenken zum Unterhalt und zur Ausbreitung ihrer „Kirche“ bei. Das LR behauptet am 20. August 1953 in eine so genannte Kette Universeller gnostischer Bruderschaften aufgenommen worden zu sein. Dazu habe die LR-Organisation angeblich einen magnetischen kugelförmigen Körper mit zwei Polen gebildet. Deren Südpol, bestehend aus der strebenden, kämpfenden Gruppe, bzw. „kämpfenden Kirche auf Erden“, habe zuvor den Durchbruch zu deren Nordpol, dem so genannten Vakuum von Shamballa vollzogen.

### Vorhof, äußere und innere Schule
Es gibt zwei Formen der LR-Zugehörigkeit: Den unverbindlichen „Vorhof“ und das „Schülertum“. Mit „Schülertum“ wird ein aus sieben Stufen bestehendes Training bezeichnet. Die Hierarchie des LR-Geheimbundes unterscheidet dabei ein Schülertum in der äußeren und inneren Schule.
Vorhof
Wer in die Organisation eintreten möchte, kann sich nach einer Orientierungsphase im Rahmen öffentlicher Veranstaltungen für die allgemeine Mitgliedschaft (Vorhof), aus der keine weitergehenden Verpflichtungen erwachsen oder das aktive Schülertum entscheiden. Zum Vorhof gehört auch das Jugendwerk, das Kinder und Jugendlichen bis zum Ende des 18. Lebensjahres in vier Altersgruppen betreut, da ein Beitritt zum LR erst ab 18 Jahren möglich ist. Es gibt den Jugend-Tagungsort „Noverosa“ in Dornspijk/Niederlande.
Äußere Schule
Der ein- bis zweijährigen Teilnahme am „vorbereitenden Schülertum“ die der Orientierung und Ausrichtung dient, folgt die die Teilnahme am „Probe- und Bekennendem Schülertum“, um die Teilnehmer für die priesterlichen Gruppen der inneren Schule zu trainieren.
- 1. Vorbereitendes Schülertum und Probeschülertum
- 2. Bekennendes Schülertum

Innere Schule
Die Mitgliedschaft in der inneren Schule umfasst die „Höhere Bewusstseinsschule“ und den „Apostolischen Kreis“ bestehend aus den 4 Stufen „Ekklesia“, „Goldenes Haupt“ und zwei weiteren immateriellen namenlosen Stufen, mit denen die verstorbenen Großmeister gemeint sind.
- 3. Höhere Bewusstseinsschule (HBS)
- 4. Ekklesia (auch „priesterliche Schar“)
- 5. Gemeinschaft des Goldenen Hauptes
- 6. Rat der Ältesten
- 7. Großmeister

Die Grade 3 bis 7 bilden die sogenannte „Innere Schule“. Aus den älteren Mitgliedern der Ekklesia wurde die „Gralsgemeinschaft“ gegründet, die jedoch keinen eigenen Grad darstellt. Mit jedem neuen Grad kämen neue spirituelle Aufgaben hinzu. Tempeldienste besonderen Inhalts seien nur Schülern der Inneren Schule zugänglich.

### Veranstaltungen, Liturgie und Kultus
Der Transfigurationsprozess könne von einem Mitglied nicht individuell im Heimstudium beschritten werden und sei nur durch Gruppeneinheit, namentlich durch die regelmäßige Teilnahme an kostenpflichtigen Wochenendtagungen und anderen Gruppenveranstaltungen des LR zu realisieren, weil nur durch den gemeinsamen Fokus vieler Teilnehmer das erforderliche Quantum stimulierender Lichtkräfte erreichbar sei. Aus diesem Grund bestehe die primäre Kultpraxis schwerpunktmäßig aus Leseinszenierungen, die im formellen Rahmen Tempeldienste und Wochenendkonferenzen, zu deren regelmäßiger Teilnahme die Schüler des LR verbindlich verpflichtet sind, während die Teilnahme an den übrigen Gemeinschaftsveranstaltungen erwartet wird. Besondere Heilsbedeutung wird dabei dem regelmäßigen Besuch der Wochenendtagungen beigemessen, bei denen zweimal im Monat bis zu 600 Mitglieder aus allen Landesteilen beherbergt und verpflegt werden. Für die verschiedenen Mitgliedsstufen gibt es unterschiedliche Zusammenkünfte. Vorhofmitglieder dürfen nur limitiert an Veranstaltungen teilnehmen.
Kulthandlungen und Liturgie
Bei den paarweise vorgetragenen „Tempeldiensten“ handelt es sich um formelle Leseinszenierungen, die von ihrem liturgischen Ablauf gegenwärtig noch einige Parallelen zum ursprünglich kirchennahen Brauchtum und zur Liturgie der Rosicrucian Fellowship aufweisen, wogegen sich das LR von den ursprünglich theosophisch geprägten Lehrinhalten der Fellowship wenig bewahrt hat. Stattdessen wird in den Ansprachen durch die Aufnahme gnostischer und albigensischer Elemente in das Lehrsystem ein weltablehnender Dualismus vertreten. Die Vorlesungen werden meist von einer Frau mit einem kultisch rituellen Teil eröffnet, der aus liturgischen Formeln, Meditation und gemeinsamem Gesang besteht. Danach verliest ein Mann eine Ansprache. In fünfjährigen Intervallen besuchen LR-Mitglieder die südfranzösische Grotte de Lombrives, in deren Höhlenkomplex sie Hymnen singen und hören, die auf Katharer- und Trobador-Schriften basieren.
Consolamentum und Endura
Von den mittelalterlichen Katharern hat man die Begriffe „Consolamentum“ und „Endura“ übernommen. Die vollwertigen Anhänger dieser christlichen Glaubensbewegung, „Perfecti/ae“ oder „Parfaits“ genannt, wählten nach der sakramentalen Versiegelung durch das „Consolamentum“ den Hungertod (ritueller Suizid). Den damals hierfür gebräuchlichen Kultbegriff „Endura“ verwendet man im LR abgeschwächt für „Ich-Ersterbung“. Diese erzielt man durch Indienstnahme der geringsten Übel aus der als böse erachteten Natur, sodass Existenzbedürfnisse gerade noch gestillt und elementare Lebensfunktionen aufrechterhalten werden können.
Sterbesakrament
Im Todesfall wird eine spiritistische rituelle Bestattungshandlung vollzogen, die vom Rosenhof anberaumt wird. Nach Verlesen eines festgelegten Standardtextes durch ein Mitglied des 5. Schülergrades wird der Geist des verstorbenen Schülers im Rahmen der Totenmesse namentlich dreimal beschwörend herbeizitiert, wobei der Sprecher über die Versammelten hinwegsehend mit erhobenen weit ausgestreckten Armen vor dem Rosenkreuz steht. Damit soll der Tote mit dem jenseitigen Arbeitsgebiet des LR verbunden werden, das als Vakuum von Shamballa bezeichnet und in der Wüste Gobi lokalisiert wird. Schülern wird die Feuerbestattung nahegelegt.
Asketische Lebensformen
In vielen Lebensbereichen wird eine asketische Lebensführung verlangt. So wird den Mitgliedern der Gruppe geraten, nicht an demokratischen Meinungsbildungsprozessen und weltverbessernden Aktivitäten teilzunehmen und insbesondere den Humanismus abzulehnen. Der Existenz des Staates und seinen Rechtsorganen steht man zwar positiv gegenüber, lehnt die eigene Mitarbeit darin jedoch ab. Der vermittelte Heilsweg untersagt dem LR-Schüler die Zugehörigkeit zu politischen Parteien und karitativen Gruppen. Die Mitgliedschaft in anderen Okkultgruppen und Kirchen ist verboten, wobei die meisten Verbote mit okkulten Zusammenhängen begründet werden:
Ernährung und Kleidung
Prinzipiell wird alles Irdische im LR „Dialektik“ genannt und abgelehnt. Während der harte Kern der Katharer, als deren Nachfolger sich das LR betrachtet, nach einer rituellen geistigen Versiegelung, dem „Consolamentum“, konsequent den Hungertod wählte, hat man im LR den damals dafür gebräuchlichen Begriff „Endura“ zwar beibehalten, verwendet ihn aber in der Literatur stattdessen für „Ich-Ersterbung“, zu deren Vollzug zwecks Instandhaltung des physischen Körpers von allen Übeln dieser Natur nur das geringste Übel auszuwählen ist, weshalb eine vegetarische Diät nur Früchte, Gemüse, Getreideprodukte, Kräuter, Milch- und Molkereiprodukte, jedoch nur wenig Käse und Butter sowie Wasser und Lehmerde enthalten dürfe.
Fleischprodukte werden als gefährlich abgelehnt, weil sie erdbindende niedere Äther- und Triebkräfte enthielten. Fleischverzehr verursache je nach Herkunft unterschiedliche Schäden: So fördere der Verzehr von Fisch Perversität, Pferdefleisch verursache Jähzorn, Rindfleisch die Dummheit und Zankgeist, Schweinefleisch führe zu Grausamkeit, Grobheit und Frechheit, Hammelfleisch begünstige Falschheit und Geflügel fördere Idiotismus. Das Tragen von Lederkleidung, Pelzwerk und Federn hat zu unterbleiben.
Alkohol- und Nikotinkonsum verhindere den Transfigurismus und lasse Süchtige nach dem Tod als erdgebundene Geister Plätze aufsuchen, an denen sie sich an ätherischen Nikotin- und Alkoholdünsten parasitierend laben könnten. Alkoholika seien abzulehnen, weil sie die Hormonproduktion von Zirbeldrüse und Hypophyse beeinflussen, was zu einer Überschattung durch jenseitige Geister führen könne. Noch gefährlicher sei Nikotin, das als „Marsnarkotikum“ von erdgebundenen Geistern abhängig machen könne. Drogen, außer Tee und Kaffee, sind tabu. Vor synthetischen Stoffen in Nahrungs- und Arzneimitteln wird gewarnt, weil diese mineralartig machen und den Ätherkörper entmenschlichen würden.
Fernsehen, Kino, Literaturauswahl und Printmedien
Fernsehen sei als beträchtliche Gefahr zu meiden, weil die Aura durch die TV-Strahlung Schaden nehme und die Programminhalte das Unterbewusstsein eines Schülers nicht im Sinne des LR manipulierten. Zudem wirke Fernsehkonsum erdbindend, fessele astral und raube Äther. Vor Röhrenbildschirmen wird gewarnt, weil deren Ausstrahlung das „Fohat-Licht“ im Kopf schädige. Neben dem Fernsehverzicht sind auch Kinobesuche und Zeitungslektüre verpönt, wohingegen ausschließlich das Lesen derjenigen esoterischen Bücher gestattet ist, die vom LR Rosicrucianum verkauft werden.
Sexualität
Eine Unterdrückung des Sexualtriebs wird im LR nicht von vornherein angestrebt. Erst ab dem 2. Grad („bekennendes Schülertum“) hat das LR-Mitglied mit der Überwindung des Sexualtriebs zu beginnen. Bei der geforderten prozessmäßigen Überwindung des Sexualtriebs sei gemäß den Aufnahmebedingungen für das „Bekennende Schülertum“ die Sexualität ein astraler Zustand, der durch Seelenwachstum zu überwinden ist. So sei die Sexualität schrittweise, aber zwanglos zu bekämpfen. Ist der Sexualtrieb überwunden, müsse das Gelöbnis des Zölibats abgelegt werden, weil die dann überschüssige Kraft forciert umgeleitet werde. So werde dann zum Beispiel beim Mann die natürliche Überproduktion des männlichen Spermas am unteren Ende der Wirbelsäule gebunden, um durch Aufsteigen im Kundalini-Rückenmarkskanal fortan das Wachstum des okkulten „Übermenschen“ zu begünstigen. In seiner Übersetzung des spätkoptischen Buches Pistis Sophia (aus dem 3. Jahrhundert) für das LR, ließ Rijckenborgh die Kapitel 136 bis 148 über die Sperma-Gnostiker vollständig weg.

### Veröffentlichungen
Das LR gibt je nach Sprachregion vier- bis sechsmal jährlich die Zeitschrift „Pentagramm“ heraus. Sie erscheint in 16 Sprachen. Die Themen dieser Zeitschrift sind nicht auf das Rosenkreuzertum beschränkt, sondern umfassen alles, was im weitesten Sinn mit dem Phänomen Gnosis zu tun hat. Außerdem wird im DRP Rosenkreuz-Verlag in Birnbach/Ww. vielfältige gnostische Literatur angeboten, nicht nur von den Gründern der Schule, sondern zum Beispiel auch von Karl von Eckartshausen, Johann Amos Comenius und Jakob Böhme. (Siehe Weblink DRP)
Interessenten wird auch ein kostenloser Einführungskurs über die „Philosophie des Rosenkreuzes“ angeboten, der auch als Online-Seminar erhältlich ist.

## Kritik
Kritik an Lehre und Praxis des LR wird vor allem von der Evangelischen Kirche in Deutschland, deren Sektenbeauftragten und assoziierten Stellen wie der Evangelischen Zentralstelle für Weltanschauungsfragen oder der Arbeitsgemeinschaft für Religions- und Weltanschauungsfragen vorgebracht. LR-Aussteiger reflektieren ihre einstige Mitgliedschaft in Büchern und Presseberichten sehr kritisch.

### Kritik betreffend die Lehre
Im 2015 erschienenen Handbuch Weltanschauungen wird die Stellung des LR zum Christentum wie folgt beschrieben: Die Grundhaltung gegenüber anderen religiösen Organisationen sei traditionell kritisch. Entsprechend der Lehre gehöre auch das Jenseits als „Spiegelsphäre“ mit zu dieser Welt. Daher könnten alle religiösen Bemühungen oder esoterisch-magischen Riten, die im irdisch-dialektischen Bereich verortet werden, keinerlei erlösende, sondern allenfalls vorbereitende Funktion haben. Die aus dieser Grundhaltung folgende Abgrenzung werde in den letzten Jahren weniger strikt als früher interpretiert, und man bemühe sich um ein aufgeschlosseneres Verhältnis zu Vertretern anderer Religionen.
Laut Lamprecht ist die Bibel für das LR nur Anknüpfungsstelle, mehr nicht. Normative Kraft, anhand derer man die Lehre beurteilen könnte, komme ihr nicht zu. Biblische Aussagen würden vom LR in eigener, gnostischer Weise interpretiert, was viele Aussagen auf den Kopf stelle. Das verhindere nicht, dass eifrig Bibelstellen als angebliche Belege für diese Aussagen herangezogen würden. Die Uminterpretation würde Person und Werk von Jesus Christus ebenso wie das Gebet betreffen. Die meisten modernen Rosenkreuzerbewegungen würden ihre Unterweisungen als einen stufenweisen Weg von Einweihungen zu höherer Erkenntnis verstehen. Diese soll allmählich zu größerer körperlicher, geistiger und moralischer Vollkommenheit oder gar bis zur Erlösung führen. In diesem Sinn werde dann auch das Christentum als Mysterienreligion gedeutet. Dabei würden die Evangelien als Allegorien für seelisch-geistige Prozesse im Menschen verstanden, die erst allmählich den dafür Würdigen offenbart würden. Das persönliche Heil, die als Transfiguration bezeichnete Rückkehr in die gnostische Lichtwelt, müsse durch Strenge und Selbstdisziplin vom Individuum selbst erworben werden. Das LR sei hier besonders extrem, indem es die notwendige Selbstaufopferung, die Ich-Ersterbung des Menschen zur Befreiung seines Mikrokosmos lehre. Darin liege aus Lamprechts Perspektive der Grundirrtum wohl aller neueren Rosenkreuzergruppen.
Das LR versteht sich gemäß Rüdiger Hauth, dem Beauftragten für Sekten und Weltanschauungsfragen der evangelischen Kirche, als die „einzig wahre christliche Religion“ und bedenke alle Kirchen und freikirchlichen Gemeinschaften mit aggressiver Intoleranz: Christlichen Kirchen und der Theologie spricht das LR die Existenzberechtigung ab, da Kirchen, Christen und Pastoren zur „dialektischen Welt“ gehören und Teil der bösen Welt seien. Nach Auffassung des LR könnten die christlichen Kirchen dem suchenden Menschen nichts bieten, weil deren Theologie nur reine Spekulation, Täuschung und luziferischer Betrug sei und Pastoren angeblich mit „religiöser Naturmagie“ arbeiten würden, um die Gläubigen dauerhaft an den Gott der Natur zu binden. Im christlichen Gegenentwurf des LR könne jedoch von einer Orientierung an die Heilige Schrift keine Rede sein, weshalb das LR davon spreche, ein „Esoterisches Christentum“ zu vertreten. Dieses sei jedoch von einer Perversion christlicher Werte geprägt, da es im völligen Gegensatz zur biblisch begründeten christlichen Glaubenslehre stehe.
In einer anderen Informationsschrift wird die Lehre des LR als ein komplex aufgebautes und schwierig zu erfassendes Gebäude beschrieben. Dies liege einerseits daran, dass für ein Lehrelement eine verwirrende Vielzahl von Begriffen verwendet werde. Begriffe würden von Publikation zu Publikation wechseln. So würde je nach Werk das göttliche Lebensprinzip im Menschen Geistfunkenatom, Uratom, Rose des Herzens, Rosenknospe, Samenkorn Jesu, Perle von großem Wert, letztes göttliches Übrigbleibsel, Kleinod der Mysterien oder Juwel im Lotos genannt. Andererseits ergäben sich Verständnisschwierigkeiten, weil die Lehre in sich nicht kohärent sei, was sicher zum Teil daran liege, dass sie sich während der letzten fünfzig Jahre ständig verändert habe. Heute werde z. B. die Idee von der Transfiguration vorsichtiger behandelt.

### Kritik betreffend die Praxis
Die Evangelische Zentralstelle für Weltanschauungsfragen (EZW) setzte sich in den EZW-Texten 71, 160, 175 und 221 kritisch mit dem in ihrer Sicht auf hierarchischer Führung und Kontrolle ausgerichteten LR-System auseinander, in dessen vereinnahmenden, abhängigkeitsfördernden Strukturen Kritik, Individualität und demokratische Entscheidungsfindung keine Werte seien. Der Theologe und EZW-Referent Hans-Jürgen Ruppert meint, dass das LR durch seine Distanzierung von der „bösen Welt“ sich von dem „reformfreudigen Impuls“ der frühen Rosenkreuzer weit entfernt habe und hält daher eine Einordnung des LR als Rosenkreuzer-Gemeinschaft für fragwürdig. Lamprecht führt aus, dass die immer mächtiger werdenden rosenkreuzerischen Adepten, die in zunehmender Selbstvervollkommnung immer mehr Gewalt über das Universum gewännen, sich von dem in der Chymischen Hochzeit beschriebenen, beispielhaft demütigen christlichen Mystiker Christian Rosenkreuz unterscheiden würden.
Laut Lamprecht seien die Enttäuschungen über das Ausbleiben der seit den 1960er Jahren für das Jahr 2001 erwarteten apokalyptischen Endzeiterlösungsvorgänge und der in diesem Zusammenhang vorgenommenen Relativierungen und Umdeutungsversuche bisher unverdaut und müssten, analog zu den nicht eingetroffenen Entrückungserwartungen der Zeugen Jehovas und der Neuapostolischen Kirche, erst noch verarbeitet werden.
In einer anderen Veröffentlichung zeigt sich Lamprecht einerseits davon beeindruckt, mit welcher Konsequenz und Ernsthaftigkeit die Mitglieder des LR versuchen würden, den Weg zur Erlösung des eigenen Mikrokosmos zu beschreiten. Andererseits beschreibt er die von Mitgliedern wiederholt festgestellten eklatanten Missverhältnisse und Unzulänglichkeiten in der Leitungsebene. Diese würden gerade bei geistlichen Führern und Vorbildern, bei denen angesichts des hohen Heilsanspruchs eine besonders fortgeschrittene Transfiguration angenommen werden könne, die Frage aufwerfen, ob die angestrebte Veredelung ernsthaft umzusetzen versucht werde.

### Kritik ehemaliger Mitglieder
Ehemalige LR-Mitglieder nennen als Gründe für ihren Ausstieg: „Extreme soziale Isolation, Kontrollsysteme innerhalb des Zentrums, die Abwehr von kritischen Nachfragen und die Ignoranz gegenüber geäußerten Zweifeln.“ Explizit wird als Austrittsgrund die Hypnose während der Tempeldienste genannt: Ab dem Mitgliedsgrad Höhere Bewusstseinsschule werde man dazu von der Zentrumsleitung in den Tempeldiensten angeleitet, eine bestimmte Sitzhaltung einzunehmen, in der man langsamer atme und in Monotonie verfalle. Es herrscht Unklarheit über die Gründe, warum die Schüler ab einer bestimmten Stufe der bewusstseinsmanipulativen Hypnose unterzogen werden. Das widerspricht der beim Beitritt verheißenen Freiheit des Geistes. Daher spekulieren vormals Betroffene, dies diene dazu, die Schüler fester an das LR zu binden.
Aussteigern zufolge schüre das LR Ängste, drille Mitglieder für Informationskurse und arbeite bei den Treffen und Veranstaltungen in Bad Münder mit einer Form von Magie, durch die die Anwesenden stets wie hypnotisiert gewesen seien. 2006 veröffentlichte die niederländische Aussteigerin Elly Sterk nach 25 Jahren Mitgliedschaft ein Buch über die geheimen Praktiken und okkulten Hintergründe des LR.
Der EZW-Schrift aus 2012 des evangelischen Theologen Harald Lamprecht zufolge hat das LR mehr „Aussteiger“ als andere Neu-Rosenkreuzer-Organisationen hervorgebracht, die ihre einstige Mitgliedschaft sehr kritisch reflektieren. Der EZW liege eine Reihe Berichte ehemaliger Mitglieder des LR vor, die ihren Weg in das LR, die sich einstellende Ernüchterung, den anschließenden Loslösungsprozess und die Schwierigkeiten nach dem Ausstieg beschreiben. Charakteristisch bei der Begegnung mit der LR-Lehre sei die mit der neuen Weltsicht verbundene Hoffnung, den Problemen des Lebens dauerhaft entgehen zu können. Das setze zusammen mit der Einbindung in eine neue Gemeinschaft enorme Opferbereitschaft frei. Der vollzogene Eintritt bestärkt das Gefühl, einer besonderen Elite von Pionieren anzugehören.
Es herrsche eine tief empfundene Differenz zwischen der „Welt“ und dem Leben in der Gemeinschaft. Das wirke sich auf die Beziehungen zu einstigen Freunden oder zur Familie aus. In dem Maße, in dem die Welt negativ bewertet werde, verlören Engagement und Bemühungen um ihre Verbesserung an Sinn. Die berichteten die Abhängigkeit fördernden Strukturen würden durch eine sogenannte Leistungsfrömmigkeit erzeugt, ähnlich der anderer christlich-fundamentalistischer Gruppen. Das straff organisierte LR verwende umfangreiche Systeme zur Kontrolle der Schüler. Das LR gibt vor, Mitglieder vor vermeintlich Unwesentlichem zu schützen und ihr eigenes Kraftfeld vor Verschmutzung zu schützen.
Demokratische Mitbestimmung, Individualität oder Kritik seien in dem auf Gruppeneinheit ausgerichteten LR-System keine Werte. Drängen Zweifel oder Kritik an der LR-Lehre zur Leitung vor, gefährde dies weitere Beförderungen in der Hierarchie. Denunzierte Kritiker würden aus allen LR-Ämtern entfernt. Als mühsamer Weg gilt Zurückgewinnen der eigenen Autonomie. Es werde durch vereinnahmende Gruppenmechanismen zuerst und nachhaltig unterdrückt.
Die Ursachen für die belastenden Erfahrungen der ehemaligen Mitglieder seien in der Lehre und der Kluft zwischen Anspruch und Wirklichkeit zu finden. Konstatierte Manipulationen, Unstimmigkeiten, Unzulänglichkeiten, Personenkult und Machtgebaren, die es eigentlich nicht geben dürfte, ließen sich lange Zeit wegerklären und entschuldigen oder wegdrücken und ignorieren. Zudem entstünde der Eindruck mangelnder Ehrlichkeit, da missliebige Aussagen und nicht eingetroffene Prophezeiungen der Großmeister heimlich aus der LR-Literatur getilgt wurden, ohne dies in Neuauflagen kenntlich zu machen, womit auch eine Diskussion um die Irrtumsfähigkeit der Gründer umgangen wurde. Zur Ernüchterung trügen Berichte von Ex-Schülern bei, die sämtliche Schülerstufen durchlaufen haben und die ihre Schweigegelübde brachen, um zur Aufklärung der Geheimniskrämerei beizutragen. Danach hüte das LR kein Geheimwissen und verkünde entgegen den Außendarstellungen keine uralte, wahre Weisheitslehre. Lediglich die täglich zu verrichtenden rituellen Verpflichtungen nähmen zu. Wenn dann die Ablösung vom LR anstehe, werde die die gesamte LR-Literatur durchziehende Angstmacherei voll aktiviert. Deshalb werden die den Ablösungsprozess Durchlaufenden auch „Aussteiger“ genannt, weil sie weitgehend aus dem LR-Denksystem aussteigen müssen, um die Ängste abstreifen zu können, die zur Stabilisierung der Gruppenzugehörigkeit geschürt werden. Bei Aussteigern könne ein sehr schmerzvoller innerer Prozess einsetzen, um die mentale Balance wiederzuerlangen, da das vermittelte Weltbild nicht mehr mit der früheren Lebensumgebung kompatibel sei. Der innere Konflikt lasse solche Menschen einsam werden; es fehlten adäquate Gesprächspartner. Ein offenes Gespräch mit Mitschülern sei kaum möglich; unbequeme Fragen oder Tatsachen würden schlicht geleugnet oder ignoriert oder aus Angst vor Konsequenzen unterdrückt. Obschon das LR in seinen Lehren vor magischen Praktiken warne und sich nach außen deutlich davon abgrenze, bleibe es der Magie verhaftet, da die „gnostische Magie“, besonders in der Inneren Schule, befürwortet werde. Bei einem Austritt falle die okkulte Feindbildprojektion dann auf das LR zurück, wenn ihm Aussteiger zutrauen, selbst mit schwarzmagischen Mitteln gegen Kritiker vorzugehen.
Die LR-Aussteiger der Esoterischen Gemeinschaft der Rosenkreuzer Sivas kritisieren den extremen gnostischen Dualismus des LR. Die Überbetonung dieser Lehre könne zur Abwertung des humanitären und sozialen Engagements führen. Des Weiteren wird der aufwändige Einsatz bei der LR-Öffentlichkeitsarbeit kritisiert, bestehend aus Vortragsreihen, Anzeigen und Einführungskursen für neue Mitglieder.

## Stiftungen, Vereine und Firmen
Die inhaltliche Arbeit des LR wird von mehreren Organisationen unterstützt.

### Stiftungen und Vereine
Internationale Stiftung zur Entwicklung der religiösen Gemeinschaft Lectorium Rosicrucianum (IDG)
Die IDG wurde 2010 gegründet, um Aktivitäten zur Bekanntmachung der Lehre des LR sowie der daraus hervorgehenden Trägerschaften finanziell zu unterstützen.
Stiftung Rosenkreuz
Die „Stiftung Rosenkreuz zur Förderung hermetischen und gnostischen Gedankenguts“ wurde im März 2007 von der niederländischen Stiftung „Stichting Rozekruis Pers“ gegründet, um die Arbeit des LR inhaltlich zu unterstützen.
Die Stiftung gab bis Ende 2016 ca. 40 Paperbacks heraus, überwiegend mit Texten von Symposien, an denen als Referenten Naturwissenschaftler, Künstler und Repräsentanten spiritueller Strömungen teilnahmen (Anthroposophen, Theosophen, Sufis, Freimaurer, Buddhisten, Vertreter der integralen Bewegung, der Sri Aurobindo Bewegung, der Kabbala, evangelische und katholische Theologen und stets ein Mitglied des LR). Einige Symposien fanden in den Konferenzzentren des LR statt. Beispielhaft einige Themen: Gesellschaft, Individuum und Planet – Wohin? (2016), Nukleare Prozesse – Bewusstseinsprozesse (2013), Homo sapiens – Quo vadis? Der Mensch zwischen genetischem Zwang und geistiger Freiheit (2014), Inspiration und Wissenschaft (2015), Mensch und Erde – Wege zu einem inneren Klimawandel (Symposium Osnabrück 2009, Bonn 2010), Was ist das Positive an unserer Zeit? – Ursprung und Zukunft im Lichte der Gegenwart (2012), Künstliche Intelligenz (2016), Der Geist der Erde. Mensch, Tier und Pflanze – Beziehung und Verantwortung (2016), Tauch ein in die Stille – Dialoge zu Meister Eckhart (2015).
Stiftung Internationale Spirituelle Leitung, Niederlande
Das Leitungsgremium des Lectorium Rosicrucianum, die „Internationale Spirituelle Leitung“ ist in den Niederlanden durch die „Stichting Internationale Spirituele Leiding van het Kerkgenootschap Lectorium Rosicrucianum“ (deutsch: „Stiftung Internationale Spirituelle Leitung“) repräsentiert.
Internationale Stiftung Schweiz
Die „Stiftung zur Förderung der internationalen Arbeit der religiösen Gemeinschaft Lectorium Rosicrucianum“ wurde am 22. November 1990 ins Handelsregister eingetragen, der Rechtssitz ist Zürich. Sie wurde nach eigenen Angaben gegründet zum Zweck der „weltweiten Bekanntmachung der Mysterien der ursprünglichen universellen Religion sowie Verbindung der Menschheit mit der unsichtbaren Kirche und der fundamentalen Religion, der sogenannten Disciplina Arcani, durch weltweite finanzielle Unterstützung der internationalen Aktivitäten der religiösen Gemeinschaft Lectorium Rosicrucianum“.
Deutsche eingetragene Vereine
Die Rechtsform ist in Deutschland der eingetragene Verein. Im Mai 1955 wurde für die ersten deutschen Interessenten ein eingetragener Verein gegründet und im Vereinsregister des Amtsgerichts Hannover eingetragen. 1998 wurde der Verein Internationale Schule des Goldenen Rosenkreuzes, Lectorium Rosicrucianum e. V. registriert. Als Vereinsorgane gibt es den Vorstand und die Mitgliederversammlung. Der Verein finanziert sich nach eigener Aussage aus Spenden und Mitgliedsbeiträgen. Für die Teilnahme an sogenannten Wochenendkonferenzen werden ebenfalls Gebühren erhoben.

### Firmen
Fernheilungszentrum De Rozenhof, Niederlande
Das LR betreibt das Fernheilungszentrum „De Rozenhof“ (deutsch „Der Rosenhof“) in Santpoort, der in der Gründungsphase wegen eines Streites um die Einnahmen aus der okkulten Fernheilungsabteilung der Rosicrucian Fellowship hervorgegangen ist. Das Fernheilungszentrum ist zugleich Sitz der „Internationalen Spirituellen Leitung“ des Lectorium Rosicrucianum.
Druckerei und Buchhandlung „De Rozekruis Pers“, Niederlande
Die Druckerei und Buchhandlung „De Rozekruis Pers“ in Haarlem bringt die Schriften von Rijckenborgh, Petri, Gadal und anderen Autoren heraus.
DRP Rosenkreuz Verlag GmbH
Der „DRP Rosenkreuz Verlag GmbH“ in Birnbach im Westerwald ist aus der deutschen Abteilung des niederländischen Verlags Rozekruis Pers hervorgegangen und vertreibt Kinder- und Jugendliteratur sowie die Bücher von Rijckenborgh und de Petri und anderer Autoren und bringt die Zweimonats-Zeitschrift „Pentagramm“ heraus. Seit Anfang 2007 gehört der DRP Rosenkreuz Verlag zur „Stiftung Rosenkreuz“.